# I've C-VOX 2000-2014
『I've C-VOX 2000-2014』（アイブ シーボックス 2000-2014）は、I'veのコンピレーション・アルバムである。

## 概要
全121曲を収録した11枚組のCD-BOXである。内訳としては、2000年から2014年にかけてコミックマーケットにて販売されたCDからリマスタリングされ再収録された曲が115曲、新曲が4曲、レア楽曲が2曲である。
2017年12月29日から同月31日まで開催されたコミックマーケット93にて先行販売され、2018年1月1日に一般販売された。発売元はビジュアルアーツ。

## 収録曲

### Disc 1 ORIGINAL DISC I
1. Overture
  - 作編曲：中坪淳彦
  - 収録作品：diRTY GiFT
2. SHIFT -世代の向こう- / Lia
  - 作詞：高瀬一矢 / 作編曲：高瀬一矢
  - 収録作品：SHIFT -世代の向こう-
3. 明日の向こう / KOTOKO
  - 作詞：高瀬一矢 / 作編曲：高瀬一矢
  - 収録作品：Dear Feeling
4. 砂漠の雪 / MELL
  - 作詞：MELL / 作編曲：C.G mix
  - 収録作品：diRTY GiFT
5. World My Eyes / 島みやえい子
  - 作詞：MELL / 作編曲：中坪淳彦
  - 収録作品：diRTY GiFT
6. SWAY / 詩月カオリ
  - 作詞：KOTOKO / 作曲：高瀬一矢 / 編曲：中沢伴行
  - 収録作品：diRTY GiFT
7. Over / AKI
  - 作詞：SAYUMI / 作編曲：高瀬一矢
  - 収録作品：Dear Feeling
  - 楽曲作品：MAVERICK MAX（BLUE GALE）
8. 空より近い夢 -Second Track- / KOTOKO TO AKI
  - 作詞：高瀬一矢 / 作編曲：高瀬一矢
  - 収録作品：Dear Feeling
9. prime / KOTOKO TO AKI
  - 作詞：KOTOKO / 作編曲：高瀬一矢
  - 収録作品：Dear Feeling
10. SHIFT -World Wide Mix- / Lia
  - 作詞：高瀬一矢 / 作編曲：高瀬一矢
  - 収録作品：SHIFT -世代の向こう-
11. Disintegration -Symphony Second movement- / 菅井えり
  - 作詞：Ben / 作曲：高瀬一矢 / 編曲：羽越実有
  - 収録作品：diRTY GiFT
12. Last Movement
  - 作編曲：中坪淳彦
  - 収録作品：diRTY GiFT

### Disc 2 ORIGINAL DISC II
1. Ozone / 島みやえい子
  - 作詞：島みやえい子 / 作曲：島みやえい子 / 編曲：高瀬一矢
  - 収録作品：Ozone
2. 銀河の子 / 島みやえい子
  - 作詞：島みやえい子 / 作曲：島みやえい子 / 編曲：C.G mix
  - 収録作品：Ozone
3. 十四の月 / 島みやえい子
  - 作詞：島みやえい子 / 作曲：島みやえい子 / 編曲：高瀬一矢
  - 収録作品：Ozone
4. 愛のうた / 島みやえい子
  - 作詞：島みやえい子 / 作曲：島みやえい子 / 編曲：C.G mix
  - 収録作品：Ozone
5. 宇宙の花 / 島みやえい子
  - 作詞：島みやえい子 / 作曲：島みやえい子 / 編曲：中坪淳彦
  - 収録作品：Ozone
6. ひとりごと / KOTOKO
  - 作詞：KOTOKO / 作曲：KOTOKO / 編曲：高瀬一矢
  - 収録作品：hitorigoto
7. 疾風雲 / KOTOKO
  - 作詞：KOTOKO / 作曲：KOTOKO / 編曲：高瀬一矢・中沢伴行
  - 収録作品：hitorigoto
8. 時の翼 / 詩月カオリ
  - 作詞：詩月カオリ / 作曲：詩月カオリ / 編曲：町田拓哉
  - 収録作品：時の翼
9. 笑顔のタ・カ・ラ・モ・ノ / 詩月カオリ
  - 作詞：詩月カオリ / 作曲：詩月カオリ / 編曲：中沢伴行・尾崎武士
  - 収録作品：時の翼
10. 星空のセレナーデ / 詩月カオリ
  - 作詞：詩月カオリ / 作曲：詩月カオリ / 編曲：SORMA No.1
  - 収録作品：時の翼
11. Out Flow -Mell Dimention Style- / MELL
  - 作詞：ハリ―吉田 / 作編曲：高瀬一矢

### Disc 3 ORIGINAL DISC III
1. モラトリアム・クラスタ / 柚子乃
  - 作詞：松島詩史 / 作曲：中沢伴行 / 編曲：中沢伴行・尾崎武士
  - 収録作品：Hi-Black
  - 楽曲作品：ギャングスタ・リパブリカ（WHITESOFT）
2. Got it!! -English Mix- / 朝見凛
  - 作詞：川田まみ / 英詞：舞崎なみ / 作編曲：高瀬一矢
  - 収録作品：Got it!! -Extended ver.-
  - 楽曲作品：夏色あさがおレジデンス（空中カリカチュア）
3. in the mirror / 柚子乃
  - 作詞：柚子乃 / 作編曲：尾崎武士
  - 収録作品：Hi-Black
4. 弱くて強い生き物 / marriage blue
  - 作詞：LOVERSSOUL / 作曲：高瀬一矢 / 編曲：高瀬一矢・尾崎武士
  - 収録作品：I've MANIA Tracks NEW WAVE
5. DUpliciTY / RINA
  - 作詞：桐島愛里 / 作編曲：C.G mix
  - 収録作品：I've MANIA Tracks NEW WAVE
6. 光舞う、いつもの場所で / 北村みのり
  - 作詞：桐島愛里 / 作編曲：中沢伴行
  - 収録作品：I've MANIA Tracks NEW WAVE
7. The Never Ending Story / marriage blue
  - 作詞：LOVERSSOUL / 作編曲：尾崎武士
  - 収録作品：I've MANIA Tracks NEW WAVE
8. Love me... / 柚子乃
  - 作詞：柚子乃 / 作曲：C.G mix / 編曲：C.G mix・星野威
  - 収録作品：Hi-Black
9. Hi-Black / 柚子乃
  - 作詞：柚子乃 / 作曲：高瀬一矢 / 編曲：高瀬一矢・尾崎武士・C.G mix
  - 収録作品：Hi-Black
10. One small day -Slap Fruit mix- / 北村みのり
  - 作詞：高瀬一矢 / 作編曲：高瀬一矢
  - 収録作品：I've MANIA Tracks NEW WAVE
  - 楽曲作品：Sweet Palace（ZERO）
11. TREASURE DAYS / 柚子乃
  - 作詞：柚子乃 / 作編曲：井内舞子
  - 収録作品：Hi-Black
12. Prism / RINA
  - 作詞：柚子乃 / 作編曲：高瀬一矢
  - 収録作品：I've MANIA Tracks NEW WAVE
13. Got it!! -Extended ver.- / 朝見凛
  - 作詞：川田まみ / 作編曲：高瀬一矢
  - 収録作品：Got it!! -Extended ver.-
  - 楽曲作品：夏色あさがおレジデンス（空中カリカチュア）

### Disc 4 MANIA Tracks DISC I
1. I pray to stop my cry / KOTOKO
  - 作詞：KOTOKO / 作編曲：高瀬一矢
  - 収録作品：I've MANIA Tracks Vol.III
  - 楽曲作品：凌辱看護婦学院（ANIM）
2. DROWNING -Ghetto blaster style- / MOMO
  - 作詞：KOTOKO / 作曲：高瀬一矢 / 編曲：中沢伴行
  - 収録作品：I've MANIA Tracks Vol.I
  - 楽曲作品：新人看護婦 美帆 〜十九歳の屈辱日記〜（ANIM）
3. Isolation / 怜奈
  - 作詞：KOTOKO / 作編曲：C.G mix
  - 収録作品：I've MANIA Tracks Vol.III
  - 楽曲作品：つよきす（きゃんでぃそふと）
4. satirize / 宮崎麻芽（KOTOKO）[4]
  - 作詞：KOTOKO / 作曲：高瀬一矢 / 編曲：中坪淳彦
  - 収録作品：I've MANIA Tracks Vol.III
  - 楽曲作品：螺旋回廊2（ru'f）
5. 秋風に君を想ふ / Healing Leaf（島みやえい子、川田まみ）
  - 作詞：KOTOKO / 作編曲：中沢伴行
  - 収録作品：I've MANIA Tracks Vol.II
  - 楽曲作品：はじらひ（BLUE GALE）
6. 砂の風 / MELL
  - 作詞：SAYUMI / 作編曲：高瀬一矢
  - 収録作品：I've MANIA Tracks Vol.II
  - 楽曲作品：堕落（Grand Blue）
7. our youthful days / MELL
  - 作詞：KOTOKO / 作編曲：C.G mix
  - 収録作品：I've MANIA Tracks Vol.II
  - 楽曲作品：学らぶ 〜わがままなポニーテイル〜（ANIM）
8. The Maze / 川田まみ
  - 作詞：H2 / 作編曲：中沢伴行
  - 収録作品：I've MANIA Tracks Vol.II
  - 楽曲作品：ダブルソリッド（ソフトウェアハウスぱせり）
9. CAVE / KOTOKO
  - 作詞：KOTOKO / 作曲：高瀬一矢 / 編曲：中沢伴行
  - 収録作品：I've MANIA Tracks Vol.II
  - 楽曲作品：DEEP2（Selen ADVANCE）
10. 恋のマグネット / MOMO
  - 作詞：KOTOKO / 作編曲：中坪淳彦
  - 収録作品：I've MANIA Tracks Vol.III
  - 楽曲作品：まいにち好きして（Sirius）
11. philosophy -Proto type Mix- / KOTOKO
  - 作詞：KOTOKO・高瀬一矢 / 作編曲：高瀬一矢
  - 収録作品：I've MANIA Tracks Vol.I
  - 楽曲作品：家族計画（D.O.）

### Disc 5 MANIA Tracks DISC II
1. See You ～小さな永遠～ -P.V ver.- / I've Special Unit（MELL、島みやえい子、SHIHO、KOTOKO、MOMO、川田まみ、詩月カオリ）
  - 作詞：都築真紀・高瀬一矢 / 作曲：高瀬一矢 / 編曲：高瀬一矢・中坪淳彦
  - 収録作品：I've MANIA Tracks Vol.I
  - 楽曲作品：とらいあんぐるハート3 〜Sweet Songs Forever〜（ivory）
2. Cross talk -2006 ver.- / 怜奈
  - 作詞：高瀬一矢 / 作編曲：高瀬一矢
  - 収録作品：I've MANIA Tracks Vol.III
  - 楽曲作品：「ツグナヒ2」（BLUE GALE）
3. cross up / KOTOKO
  - 作詞：KOTOKO / 作編曲：中坪淳彦
  - 収録作品：I've MANIA Tracks Vol.III
  - 楽曲作品：「OL姉妹」（Selen）
4. absurd / KOTOKO
  - 作詞：KOTOKO / 作編曲：C.G mix
  - 収録作品：I've MANIA Tracks Vol.II
  - 楽曲作品：まいにち好きして（Sirius）
5. Time heals all sorrows / KOTOKO
  - 作詞：KOTOKO / 作編曲：高瀬一矢
  - 収録作品：I've MANIA Tracks Vol.I
  - 楽曲作品：Care 〜癒すべき不治の狂気〜（Radi）
6. cross my herart / 島みやえい子
  - 作詞：KOTOKO / 作曲：高瀬一矢・中沢伴行 / 編曲：中沢伴行
  - 収録作品：I've MANIA Tracks Vol.III
  - 楽曲作品：innocent world（Dress）
7. eclipse -UETSU MIU style- / 川田まみ
  - 作詞：KOTOKO / 作曲：中沢伴行 / 編曲：羽越実有
  - 収録作品：I've MANIA Tracks Vol.III
  - 楽曲作品：妻みっくす（Selen）
8. こなたよりかなたまで / MOMO
  - 作詞：KOTOKO / 作曲：中沢伴行 / 編曲：中沢伴行・羽越実有
  - 収録作品：I've MANIA Tracks Vol.II
  - 楽曲作品：こなたよりかなたまで（F＆C）
9. HALLUCINO -Remix- / KOTOKO
  - 作詞：KOTOKO / 作曲：中沢伴行 / 編曲：SORMA
  - 収録作品：I've MANIA Tracks Vol.I
  - 楽曲作品：夢幻の迷宮 Platinum Edition（ソフトウェアハウスぱせり）
10. Fatally / KOTOKO
  - 作詞：KOTOKO / 作編曲：C.G mix
  - 収録作品：I've MANIA Tracks Vol.II
  - 楽曲作品：DUEL SAVIOR（戯画）
11. ↑青春ロケット↑ -SHORT CIRCUIT II EDIT- / KOTOKO to 詩月カオリ
  - 作詞：KOTOKO / 作曲：井内舞子 / 編曲：井内舞子×Rich
  - 収録作品：I've MANIA Tracks Vol.II
  - 楽曲作品：すぺーす☆とらぶる（Gash）
12. 悲しみの花 -MELL LIVE IN TOKYO 2010 Mix- / MELL
  - 作詞：高瀬一矢 / 作編曲：高瀬一矢
  - 収録作品：I've MANIA Tracks Vol.III
  - 楽曲作品：復讐 〜凌辱の刃〜（CROWD）

### Disc 6 MANIA Tracks DISC III
1. under the darkness -Remix- / C.G mix
  - 作詞：A.I. / 作編曲：C.G mix
  - 収録作品：I've MANIA Tracks Vol.II
  - 楽曲作品：鬼畜眼鏡R（Spray）
2. Crossed Destiny / KOTOKO
  - 作詞：KOTOKO / 作曲：Shade / 編曲：高瀬一矢・中沢伴行
  - 収録作品：I've MANIA Tracks Vol.I
  - 楽曲作品：Only You -リ・クルス-（アリスソフト）
3. Fortress / 島みやえい子
  - 作詞：KOTOKO / 作編曲：高瀬一矢
  - 収録作品：I've MANIA Tracks Vol.II
  - 楽曲作品：Deep Fantasy（Selen）
4. loose / KOTOKO
  - 作詞：KOTOKO / 作曲：高瀬一矢 / 編曲：中坪淳彦
  - 収録作品：I've MANIA Tracks Vol.III
  - 楽曲作品：Scarlett（ねこねこソフト）
5. World meets world / SHIHO
  - 作詞：SHIHO / 作編曲：C.G mix
  - 収録作品：I've MANIA Tracks Vol.III
  - 楽曲作品：夜刀姫斬鬼行（Terios）
6. spillage / MOMO
  - 作詞：KOTOKO / 作編曲：中沢伴行
  - 収録作品：I've MANIA Tracks Vol.III
  - 楽曲作品：巫女舞 〜ただ一つの願い〜（etude）
7. sensitive2001 / 島みやえい子
  - 作詞：KOTOKO / 作編曲：高瀬一矢
  - 収録作品：I've MANIA Tracks Vol.I
  - 楽曲作品：犠母妹 MINI FANDISC（Selen）
8. prime -"thank you" and "from now"- / KOTOKO
  - 作詞：KOTOKO / 作編曲：高瀬一矢
  - 収録作品：I've MANIA Tracks Vol.II
9. Lythrum / 川田まみ
  - 作詞：KOTOKO / 作編曲：C.G mix
  - 収録作品：I've MANIA Tracks Vol.I
  - 楽曲作品：犠母姉妹SLG（Selen ADVANCE）
10. YA・KU・SO・KU / KOTOKO
  - 作詞：KOTOKO / 作編曲：高瀬一矢
  - 収録作品：I've MANIA Tracks Vol.II
  - 楽曲作品：水素 〜1/2の奇蹟〜（e-Electriciteit）
11. Treating 2U / 堤伊之助
  - 作詞：高瀬一矢 / 作編曲：高瀬一矢
  - 収録作品：I've MANIA Tracks Vol.I
  - 楽曲作品：Treating2U（BLUE GALE）
12. Welcome to HEAVEN! -Remix- / C.G mix
  - 作詞：AIS / 作編曲：C.G mix
  - 収録作品：I've MANIA Tracks Vol.I
  - 楽曲作品：学園ヘヴン おかわりっ！（Spray）

### Disc 7 MAKO DISC
1. Admonition / MAKO
  - 作詞：MAKO / 作曲：MAKO / 編曲：高瀬一矢
  - 収録作品：THIS IS HOW
2. Precious / MAKO
  - 作詞：MAKO / 作編曲：高瀬一矢
  - 収録作品：snow flake
3. Happe Ever After / MAKO
  - 作詞：MAKO / 作曲：MAKO / 編曲：中沢伴行
  - 収録作品：THIS IS HOW
4. Live Trip / MAKO
  - 作詞：MAKO / 作編曲：高瀬一矢
  - 収録作品：snow flake
5. This is how I fall in love / MAKO
  - 作詞：MAKO / 作曲：MAKO / 編曲：高瀬一矢
  - 収録作品：THIS IS HOW
6. 虹 / MAKO
  - 作詞：MAKO / 作曲：MAKO / 編曲：高瀬一矢
  - 収録作品：snow flake
7. snow flake / MAKO
  - 作詞：MAKO / 作編曲：中沢伴行
  - 収録作品：snow flake
8. LEVEL OCTAVE -Unplugged Mix- / MAKO
  - 作詞：MAKO / 作曲：高瀬一矢 / 編曲：高瀬一矢・尾崎武士・八木一美
  - 収録作品：snow flake
9. bite on the bullet -Acoustic ver.- / MAKO
  - 作詞：高瀬一矢 / 作曲：高瀬一矢 / 編曲：高瀬一矢・尾崎武士
  - 収録作品：THIS IS HOW
  - 楽曲作品：Treating2U（BLUE GALE）
10. Happy Ever After -Arrangement of Innocent- / MAKO
  - 作詞：MAKO / 作曲：MAKO / 編曲：高瀬一矢・中沢伴行
  - 収録作品：THIS IS HOW

### Disc 8 Outer DISC
1. L.A.M -laze and meditation- / Outer
  - 作詞：高瀬一矢 / 作編曲：高瀬一矢
  - 収録作品：OUTER
  - 楽曲作品：懲らしめ 〜狂育的指導〜（BLUE GALE）
2. Synthetic Organism / Outer
  - 作詞：高瀬一矢 / 作曲：高瀬一矢 / 編曲：中沢伴行
  - 収録作品：OUTER
  - 楽曲作品：発情カルテ 〜緋色の凌辱肉玩具〜（13cm）
3. Ha!!!ppiness / Outer
  - 作詞：KOTOKO / 作曲：中沢伴行 / 編曲：中沢伴行・尾崎武士
  - 収録作品：OUTER
  - 楽曲作品：新妻は魔法少女（Terios）
4. BARE END / Outer
  - 作詞：KOTOKO / 作編曲：高瀬一矢
  - 収録作品：OUTER
5. Dirty Boots / Outer
  - 作詞：Sonic Youth / 作曲：Sonic Youth / 編曲：Outer
  - 収録作品：OUTER
6. easy prey / Outer
  - 作詞：KOTOKO / 作曲：高瀬一矢 / 編曲：尾崎武士
  - 収録作品：OUTER
7. Leave me hell alone / Outer
  - 作詞：Ben / 作編曲：高瀬一矢
  - 収録作品：OUTER
  - 楽曲作品：DEVOTE2 〜いけない放課後〜（13cm）
8. RISE-UP! / Outer
  - 作詞：KOTOKO / 作曲：高瀬一矢 / 編曲：高瀬一矢・尾崎武士
9. Bullshit!! Hard problem!! / Outer
  - 作詞：KOTOKO / 作曲：高瀬一矢 / 編曲：高瀬一矢・尾崎武士
  - 収録作品：OUTER
  - 楽曲作品：猫撫ディストーション（WHITESOFT）

### Disc 9 REMIX DISC I
1. Dream to new world -The Front Line Covers- / 詩月カオリ
  - 作詞：高瀬一矢 / 作曲：高瀬一矢 / 編曲：中沢伴行
  - 収録作品：The Front Line Covers
  - 楽曲作品：こすちゅ〜む（OPTiM）
2. I will… -The Front Line Covers- / 島みやえい子
  - 作詞：DIE・JUNO / 作曲：中沢伴行 / 編曲：C.G mix
  - 収録作品：The Front Line Covers
  - 楽曲作品：Sweet Palace（ZERO）
3. Close to me… -Mixed up- / 怜奈
  - 作詞：KOTOKO / 作編曲：高瀬一矢
  - 収録作品：Mixed up
  - 楽曲作品：effect 〜悪魔の仔〜（裸足少女）
4. philosophy -Mixed up- / MOMO
  - 作詞：KOTOKO・高瀬一矢 / 作曲：高瀬一矢 / 編曲：POR
  - 収録作品：Mixed up
  - 楽曲作品：家族計画（D.O.）
5. verge -REVIVE Mix- / 島みやえい子
  - 作詞：高瀬一矢 / 作曲：高瀬一矢 / 編曲：中坪淳彦
  - 収録作品：C-LICK
  - 楽曲作品：絶望PLUS（Studio Mebius）
6. 同じ空の下で -Mixed up- / 川田まみ
  - 作詞：MOMO・高瀬一矢 / 作曲：高瀬一矢 / 編曲：羽越実有×Rich
  - 収録作品：Mixed up
  - 楽曲作品：家族計画（D.O.）
7. Days of promise -The Front Line Covers- / 川田まみ
  - 作詞：SAYUMI / 作曲：高瀬一矢 / 編曲：C.G mix
  - 収録作品：The Front Line Covers
  - 楽曲作品：D*S 1&2（U・me Soft）
8. FUCK ME -Radio Activity Mix- / SHIHO
  - 作詞：高瀬一矢 / 作曲：高瀬一矢 / 編曲：中坪淳彦
  - 収録作品：C-LICK
  - 楽曲作品：吐溜 -TRASH-（ZERO）
9. DROWNING -The Front Line Covers- / 島みやえい子
  - 作詞：KOTOKO / 作曲：高瀬一矢 / 編曲：井内舞子
  - 収録作品：The Front Line Covers
  - 楽曲作品：凌辱痴漢地獄（ANIM）
10. birthday eve -The Front Line Covers- / 川田まみ
  - 作詞：元長柾木 / 作曲：高瀬一矢 / 編曲：C.G mix
  - 収録作品：The Front Line Covers
  - 楽曲作品：Sense Off（otherwise）
11. Cross talk -Mixed up- / 詩月カオリ
  - 作詞：高瀬一矢 / 作曲：高瀬一矢 / 編曲：FISH TONE
  - 収録作品：Mixed up
  - 楽曲作品：ツグナヒ（BLUE GALE）
12. 季節の雫 -The Front Line Covers- / KOTOKO
  - 作詞：高瀬一矢 / 作曲：高瀬一矢 / 編曲：中沢伴行
  - 収録作品：The Front Line Covers
  - 楽曲作品：PILE☆DRIVER（BLUE GALE）
13. See You ～小さな永遠～ -Mixed up- / MAKO
  - 作詞：都築真紀・高瀬一矢 / 作曲：高瀬一矢 / 編曲：FISH TONE
  - 収録作品：Mixed up
  - 楽曲作品：とらいあんぐるハート3 〜Sweet Songs Forever〜（ivory）

### Disc 10 REMIX DISC II
1. Two face -The Front Line Covers- / MELL
  - 作詞：高瀬一矢・中沢伴行 / 作曲：高瀬一矢 / 編曲：中沢伴行・尾崎武士
  - 収録作品：The Front Line Covers
  - 楽曲作品：Baby Face（IMAGE CRAFT）
2. 砂漠の雪 -Mixed up- / MELL
  - 作詞：MELL / 作曲：C.G mix / 編曲：高瀬一矢
  - 収録作品：Mixed up
3. I pray to stop my cry -Nineball Mix- / MAKO
  - 作詞：KOTOKO / 作曲：高瀬一矢 / 編曲：中坪淳彦
  - 収録作品：C-LICK
  - 楽曲作品：凌辱看護婦学院（ANIM）
4. RIDE -The Front Line Covers- / 川田まみ
  - 作詞：高瀬一矢 / 作編曲：高瀬一矢
  - 収録作品：The Front Line Covers
  - 楽曲作品：同心 〜三姉妹のエチュード〜（CROWD）
5. One small day -The Front Line Covers- / 詩月カオリ
  - 作詞：高瀬一矢 / 作編曲：高瀬一矢
  - 収録作品：The Front Line Covers
  - 楽曲作品：Sweet Palace（ZERO）
6. 砂の城～The Castle of Sand～ -Mixed up- / 島みやえい子
  - 作詞：片岡とも / 作曲：高瀬一矢 / 編曲：TAKESHI Featuring POR
  - 収録作品：Mixed up
  - 楽曲作品：朱 -Aka-（ねこねこソフト）
7. Ever stay snow -Mixed up- / SHIHO
  - 作詞：高瀬一矢 / 作曲：高瀬一矢 / 編曲：C.G mix
  - 収録作品：Mixed up
  - 楽曲作品：Snow Drop（Sweet Basil）
8. そよ風の行方 -The Front Line Covers- / 詩月カオリ
  - 作詞：高瀬一矢 / 作曲：高瀬一矢 / 編曲：井内舞子
  - 収録作品：The Front Line Covers
  - 楽曲作品：Xchange2（CROWD）
9. Belvedia -The Front Line Covers- / KOTOKO
  - 作詞：SAYUMI / 作編曲：高瀬一矢
  - 収録作品：The Front Line Covers
  - 楽曲作品：DEEP/ZERO（Selen）
10. verge -Mixed up- / 彩菜
  - 作詞：高瀬一矢 / 作曲：高瀬一矢 / 編曲：中沢伴行
  - 収録作品：Mixed up
  - 楽曲作品：絶望PLUS（Studio Mebius）
11. 涙の誓い -the divine pledge of tears- / KOTOKO
  - 作詞：高瀬一矢 / 作曲：高瀬一矢 / 編曲：FISH TONE
  - 収録作品：Mixed up
  - 楽曲作品：とらいあんぐるハート3 〜Sweet Songs Forever〜（ivory）
12. Disintegration -The Front Line Covers- / MELL
  - 作詞：Ben / 作曲：高瀬一矢 / 編曲：SINE6
  - 収録作品：The Front Line Covers

### Disc 11 BONUS Tracks DISC
1. 無重力melt / 柚子乃
  - 作詞：柚子乃 / 作編曲：NAMI
  - 新曲
2. From me to you /  桐島愛里
  - 作詞：桐島愛里 / 作編曲：NAMI
  - 新曲
3. airy /  RINA
  - 作詞：RINA / 作編曲：高瀬一矢
  - 新曲
4. 光の欠片 /  IKU
  - 作詞：IKU / 作編曲：C.G mix
  - 新曲
5. amethyst -Remix- / KOTOKO
  - 作詞：KOTOKO / 作曲：C.G mix / 編曲：FISH TONE
  - 収録作品：妻みっくす 初回特典CD
  - 楽曲作品：妻みっくす（Selen）
6. Fusion Star -Remix- / KOTOKO
  - 作詞：KOTOKO / 作曲：C.G mix / 編曲：清水由紀
  - 収録作品：あねいも 〜ミニファンディスク〜
  - 楽曲作品：あねいも（bootUP!）